# McEwan's

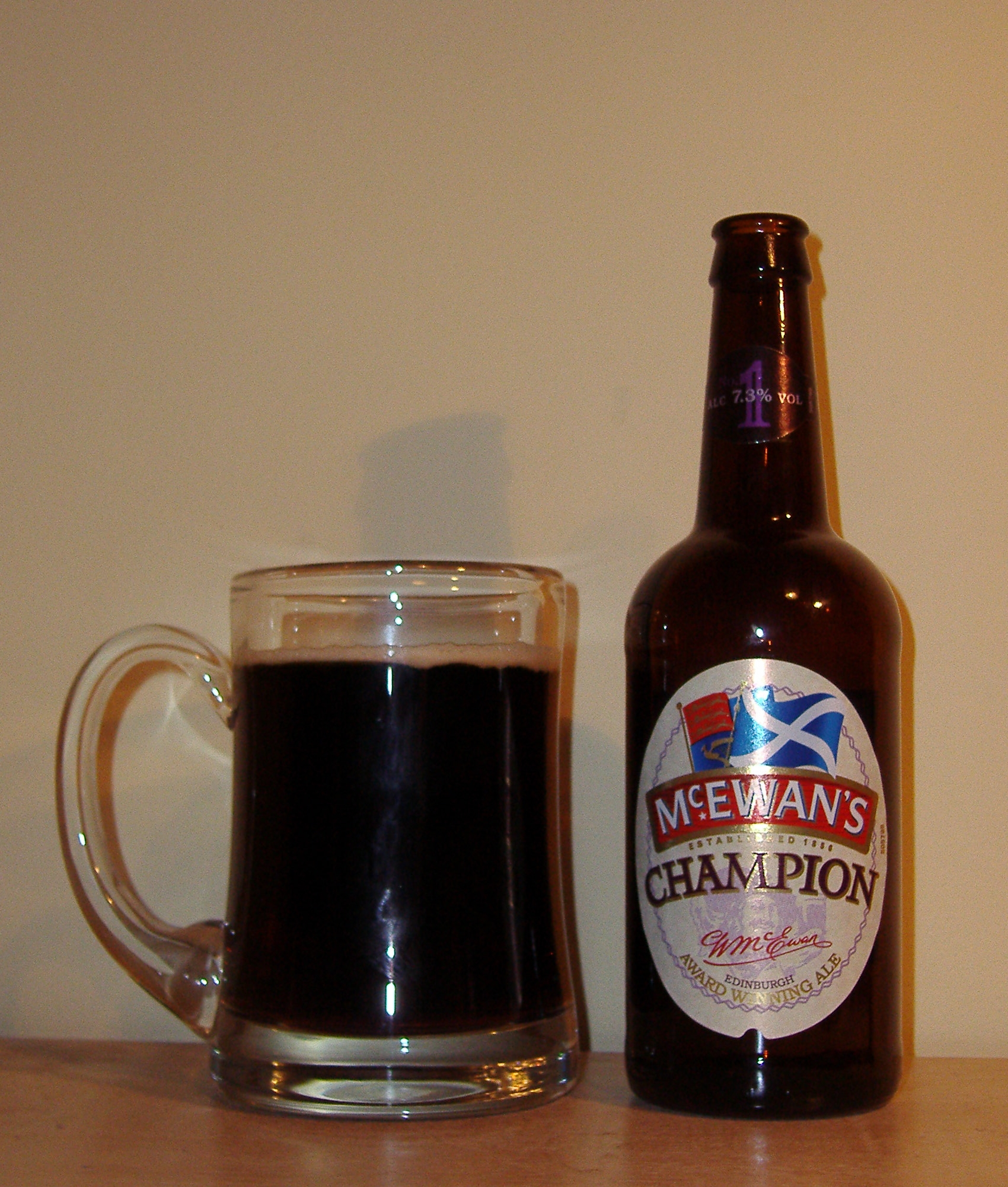
Una McEwans Champion Ale (2006)

McEwan's és una empresa de cervesa que es va originar a Edimburg, Escòcia i és propietat de Marston's Brewery. William McEwan va obrir Fountain Brewery en Fountainbridge, Edimburg, l'any 1856. L'empresa va experimentar diverses fusions al segle següent, fins i tot amb el seu rival local William Younger's, i més tard amb Newcastle Breweries per formar Scottish & Newcastle. La marca McEwan's va passar a Heineken l'any 2008 després de la compra de les operacions britàniques de Scottish & Newcastle. Heineken va vendre la marca a Wells & Young's l'any 2011.
McEwan's és més coneguda per 80/-, una cervesa pesada, i Export, una Índia Pale Ale. Totes les cerveses de barril es preparen a Caledonian Brewery, a Edimburg, mentre que les cerveses enllaunades i embotellades es produeixen en Eagle Brewery a Bedford, Anglaterra. Les cerveses es venen predominantment a Escòcia i el nord-est d'Anglaterra.
Malgrat ser la presència dominant en la indústria cervesera escocesa durant al voltant d'un segle, les marques de McEwan van ser poc cuidades per Scottish & Newcastle, que es van concentrar en les seves marques globals. Les cerveses de McEwan van ser eclipsades per les cerveses amargues i Belhaven Best de John Smith i les cerveses condicionades en barrils com Deuchars IPA, mentre que la cervesa daurada va quedar per darrere de la de Tennent's.
McEwan és conegut per la seva mascota cavallerosa, basada àmpliament en la pintura de Frans Hals, el retrat Laughing Cavalier, que s'usa des de la dècada de 1930. La companyia era un patrocinador ben conegut de nombrosos equips de futbol al llarg de la dècada de 1980 i 90, en particular l'equip guanyador de la Premier League de Blackburn Rovers, i el Rangers.
Al maig de 2017, Charles Wells Ltd va vendre el seu negoci cerveser actual (inclòs McEwan's) a Marston's.

## Tipus de cerveses
- McEwan's 60/- (3,2 per cent ABV)

Un estil de cervesa conegut a Escòcia com "light", aquesta cervesa de color fosc és similar a una anglesa mild ale.
- McEwan's Best Scotch  (3,6 per cent ABV)

Una cervesa que comparteix característiques d'estil amb la suau i l'amarga. Ven 23.000 hectolitres anualment. Les vendes es concentren a la regió de Tyneside, i la cervesa no es troba a Escòcia. La producció es va traslladar de la cerveseria Tyne a Newcastle upon Tyne de la Federation Brewery a Gateshead el 2005. La cFederation Brewery es va tancar el 2010 i es va contractar la producció de McEwan's Best Scotch a la cerveseria Burtonwood, entre Warrington i St Helens, fins que es va traslladar a Bedford seguint les directrius de Wells & Young's.
- McEwan 70/- (3,7 per cent ABV)

Comparteix moltes característiques amb un session bitter anglesa.
- McEwan's 80/- (4,2 per cent ABV)

Una cervesa 'Heavy', que fins al 2000 va arribar a ser del 4.5% ABV.
- McEwan's Export (4.5 per cent ABV[5])

La segona cervesa enllaunada més venuda del Regne Unit. En llaunes, va vendre més de 30.000 hectolitres el 2012. A Escòcia, representa el 83 per cent del mercat de cerveses enllaunades. De vegades venuda com a  McEwan's India Pale Ale  en mercats internacionals.
- McEwan's Champion Ale (7.3 per cent ABV)

A Burton o Edinburgh ale, un estil conegut localment com a "Wee Heavy". Disponible a tot el Regne Unit en ampolles de 500 ml, és un dels vint primers ales embotellats més venuts, que va vendre al voltant de 7.000 hectolitres el 2012. Una versió més forta es ven com a Scotch Ale de McEwan. als mercats d'exportació.
- McEwan's Lager (3.6 per cent ABV)
- McEwan's Red (3.6 per cent ABV)

Una ale amb un tint vermellós introduït el 2013.